# Porumbeii și fanfara
Porumbeii și fanfara este un film românesc din 1973 regizat de Jean Petrovici.

## Distribuție
Distribuția filmului este alcătuită din:
- Eva Sîrbu — comentariul